# Merck-Saint-Liévin
Merck-Saint-Liévin és un municipi francès situat al departament del Pas de Calais i a la regió dels Alts de França. L'any 2007 tenia 569 habitants.

## Demografia

### Població
El 2007 la població de fet de Merck-Saint-Liévin era de 569 persones. Hi havia 226 famílies de les quals 68 eren unipersonals (36 homes vivint sols i 32 dones vivint soles), 67 parelles sense fills, 75 parelles amb fills i 16 famílies monoparentals amb fills.
La població ha evolucionat segons el següent gràfic:
Habitants censats

### Habitatges
El 2007 hi havia 275 habitatges, 239 eren l'habitatge principal de la família, 25 eren segones residències i 11 estaven desocupats. Tots els 265 habitatges eren cases. Dels 239 habitatges principals, 207 estaven ocupats pels seus propietaris, 29 estaven llogats i ocupats pels llogaters i 3 estaven cedits a títol gratuït; 1 tenia una cambra, 11 en tenien dues, 43 en tenien tres, 67 en tenien quatre i 116 en tenien cinc o més. 205 habitatges disposaven pel capbaix d'una plaça de pàrquing. A 123 habitatges hi havia un automòbil i a 82 n'hi havia dos o més.

### Piràmide de població
La piràmide de població per edats i sexe el 2009 era:
| Homes | Edats   | Dones |
| ----- | ------- | ----- |
| 0     | 95 o +  | 0     |
| 0     | 90 a 94 | 0     |
| 0     | 85 a 89 | 4     |
| 0     | 80 a 84 | 0     |
| 16    | 75 a 79 | 4     |
| 36    | 70 a 74 | 24    |
| 28    | 65 a 69 | 16    |
| 20    | 60 a 64 | 24    |
| 12    | 55 a 59 | 12    |
| 12    | 50 a 54 | 16    |
| 20    | 45 a 49 | 20    |
| 8     | 40 a 44 | 12    |
| 8     | 35 a 39 | 8     |
| 24    | 30 a 34 | 16    |
| 20    | 25 a 29 | 12    |
| 20    | 20 a 24 | 4     |
| 20    | 15 a 19 | 12    |
| 12    | 10 a 14 | 8     |
| 8     | 5 a 9   | 8     |
| 16    | 0 a 4   | 4     |

## Economia
El 2007 la població en edat de treballar era de 335 persones, 232 eren actives i 103 eren inactives. De les 232 persones actives 205 estaven ocupades (125 homes i 80 dones) i 27 estaven aturades (9 homes i 18 dones). De les 103 persones inactives 36 estaven jubilades, 19 estaven estudiant i 48 estaven classificades com a «altres inactius».

### Ingressos
El 2009 a Merck-Saint-Liévin hi havia 238 unitats fiscals que integraven 572 persones, la mediana anual d'ingressos fiscals per persona era de 14.684,5 €.

### Activitats econòmiques
Dels 11 establiments que hi havia el 2007, 1 era d'una empresa extractiva, 1 d'una empresa alimentària, 1 d'una empresa de fabricació d'altres productes industrials, 1 d'una empresa de construcció, 2 d'empreses de comerç i reparació d'automòbils, 2 d'empreses d'hostatgeria i restauració, 1 d'una empresa immobiliària, 1 d'una empresa de serveis i 1 d'una empresa classificada com a «altres activitats de serveis».
Dels 4 establiments de servei als particulars que hi havia el 2009, 1 era un taller de reparació d'automòbils i de material agrícola, 1 paleta, 1 perruqueria i 1 restaurant.
Dels 2 establiments comercials que hi havia el 2009, 1 era una botiga de menys de 120 m² i 1 una joieria.
L'any 2000 a Merck-Saint-Liévin hi havia 17 explotacions agrícoles que ocupaven un total de 592 hectàrees.

## Equipaments sanitaris i escolars
El 2009 hi havia una escola elemental.

## Poblacions més properes
El següent diagrama mostra les poblacions més properes.